# Fodina oxyprora
Fodina oxyprora là một loài bướm đêm trong họ Noctuidae.